# Sebastian Kóša
Sebastian Kóša (* 13. září 2003) je slovenský profesionální fotbalista, který hraje na pozici středního obránce za španělský klub Real Zaragoza a slovenský národní tým.

## Klubová kariéra
Kóša debutoval ve Fortuna Lize za Nitru proti ViOnu Zlaté Moravce 13. června 2020.
Kóša přestoupil do Spartaku Trnava 18. července 2020. Svůj první ligový gól vstřelil 25. října téhož roku proti AS Trenčín, čímž překonal rekord Jozefa Adamce jako nejmladšího střelce Spartaku Trnava ve věku 17 let, 1 měsíc a 11 dní. V únoru 2022 byl Kóša vyhlášen nejlepším hráčem Slovenska v kategorii do 19 let na Grassroots Football Gala pořádaném Slovenskou fotbalovou asociací.
Dne 24. srpna 2024 podepsal Kóša čtyřletou smlouvu s týmem Segunda División Realem Zaragoza.

## Reprezentační kariéra
V roce 2021 se Kóša ve věku 17 let stal nejmladším hráčem slovenské reprezentace do 21 let, když odehrál celý zápas proti Litvě a Severnímu Irsku.
V prosinci 2022 obdržel Kóša první povolání do seniorské reprezentace Slovenska na soustředění v NTC Senec. Jeho seniorský reprezentační debut přišel 23. března 2024, kdy nastoupil jako náhradník při přátelské prohře 0:2 s Rakouskem. Později byl jmenován do slovenského týmu pro Mistrovství Evropy ve fotbale 2024.

## Statistiky

### Klubové
Platí k zápasu hranému 28. září 2024.
| Klub              | Sezóna            | Liga                        | Liga   | Liga | Národní pohár | Národní pohár | Kontinentální | Kontinentální | Ostatní | Ostatní | Celkově | Celkově |
| Klub              | Sezóna            | Soutěž                      | Zápasy | Góly | Zápasy        | Góly          | Zápasy        | Góly          | Zápasy  | Góly    | Zápasy  | Góly    |
| ----------------- | ----------------- | --------------------------- | ------ | ---- | ------------- | ------------- | ------------- | ------------- | ------- | ------- | ------- | ------- |
| Nitra             | 2019/20           | 1. slovenská fotbalová liga | 3      | 0    | 0             | 0             | —             | —             | 2       | 1       | 5       | 1       |
| Spartak Trnava    | 2020/21           | 1. slovenská fotbalová liga | 18     | 1    | 1             | 0             | —             | —             | —       | —       | 19      | 1       |
| Spartak Trnava    | 2021/22           | 1. slovenská fotbalová liga | 20     | 0    | 4             | 1             | 5             | 0             | —       | —       | 29      | 1       |
| Spartak Trnava    | 2022/23           | 1. slovenská fotbalová liga | 27     | 2    | 6             | 1             | 2             | 0             | —       | —       | 35      | 3       |
| Spartak Trnava    | 2023/24           | 1. slovenská fotbalová liga | 25     | 0    | 5             | 0             | 12            | 1             | —       | —       | 42      | 1       |
| Spartak Trnava    | 2024/25           | 1. slovenská fotbalová liga | 4      | 0    | 0             | 0             | 4             | 0             | —       | —       | 8       | 0       |
| Spartak Trnava    | Celkově           | Celkově                     | 94     | 3    | 16            | 2             | 23            | 1             | 0       | 0       | 133     | 6       |
| Real Zaragoza     | 2024/25           | Segunda División            | 1      | 0    | 0             | 0             | —             | —             | —       | —       | 1       | 0       |
| Celkově v kariéře | Celkově v kariéře | Celkově v kariéře           | 98     | 3    | 16            | 2             | 23            | 1             | 2       | 1       | 139     | 7       |

### Reprezentační
Platí k zápasu hranému 23. března 2024.
| Národní tým | Rok     | Zápasy | Góly |
| ----------- | ------- | ------ | ---- |
| Slovensko   | 2024    | 1      | 0    |
| Celkově     | Celkově | 1      | 0    |

## Úspěchy
Spartak Trnava
- Slovenský pohár: 2021/22, 2022/23

Individuální
- Tým sezóny do 21 let 1. slovenské fotbalové ligy: 2021/22